# Keaton Wallace
Keaton Wallace (Richardson, 26 febbraio 1999) è un cestista statunitense, professionista nella NBA con gli Atlanta Hawks.

## Carriera
Dopo aver completato la carriera universitaria con gli UTSA Roadrunners, decide di candidarsi al Draft NBA 2021, non venendo però scelto e rimanendo undrafted. Trascorre quindi i successivi tre anni in NBA G League tra Agua Caliente/Ontario Clippers e College Park Skyhawks. Nel 2024 esordisce in NBA con gli Atlanta Hawks, con i quali firma un two-way contract.

## Statistiche

### College
| Anno      | Squadra          | PG  | PT  | MP   | TC%  | 3P%  | TL%  | RP  | AP  | PRP | SP  | PP   |
| --------- | ---------------- | --- | --- | ---- | ---- | ---- | ---- | --- | --- | --- | --- | ---- |
| 2017-2018 | UTSA Roadrunners | 35  | 20  | 27,6 | 36,5 | 33,2 | 74,2 | 3,1 | 2,7 | 0,8 | 0,4 | 11,4 |
| 2018-2019 | UTSA Roadrunners | 32  | 32  | 34,9 | 42,2 | 38,2 | 85,6 | 5,0 | 2,4 | 1,3 | 0,7 | 20,2 |
| 2019-2020 | UTSA Roadrunners | 32  | 32  | 34,8 | 39,5 | 35,1 | 80,6 | 4,5 | 3,1 | 1,3 | 0,3 | 18,8 |
| 2020-2021 | UTSA Roadrunners | 26  | 26  | 33,6 | 42,0 | 31,9 | 78,8 | 5,5 | 3,4 | 1,0 | 0,3 | 16,8 |
| Carriera  | Carriera         | 125 | 110 | 32,6 | 40,1 | 35,1 | 80,6 | 4,4 | 2,8 | 1,1 | 0,4 | 16,6 |

### NBA

#### Regular season
| Anno      | Squadra       | PG | PT | MP   | TC%  | 3P%  | TL% | RP  | AP  | PRP | SP  | PP  |
| --------- | ------------- | -- | -- | ---- | ---- | ---- | --- | --- | --- | --- | --- | --- |
| 2024-2025 | Atlanta Hawks | 31 | 5  | 16,2 | 40,1 | 32,9 | 100 | 1,6 | 2,6 | 0,9 | 0,3 | 5,4 |
| Carriera  | Carriera      | 31 | 5  | 16,2 | 40,1 | 32,9 | 100 | 1,6 | 2,6 | 0,9 | 0,3 | 5,4 |

### G League

#### Regular season
| Anno      | Squadra          | PG  | PT  | MP   | TC%  | 3P%  | TL%  | RP  | AP  | PRP | SP  | PP   |
| --------- | ---------------- | --- | --- | ---- | ---- | ---- | ---- | --- | --- | --- | --- | ---- |
| 2021-2022 | A.C. Clippers    | 44  | 31  | 29,6 | 45,7 | 38,3 | 79,2 | 4,9 | 4,5 | 1,5 | 0,5 | 14,8 |
| 2022-2023 | Ontario Clippers | 49  | 48  | 32,6 | 46,3 | 38,2 | 74,5 | 3,6 | 4,5 | 1,7 | 0,2 | 13,9 |
| 2023-2024 | C.P. Skyhawks    | 16  | 16  | 30,0 | 43,8 | 37,0 | 78,9 | 4,3 | 6,1 | 1,6 | 0,2 | 12,9 |
| 2024-2025 | C.P. Skyhawks    | 20  | 19  | 32,6 | 44,9 | 38,5 | 68,0 | 5,1 | 6,3 | 1,8 | 0,5 | 16,1 |
| Carriera  | Carriera         | 129 | 114 | 31,2 | 45,6 | 38,2 | 76,4 | 4,4 | 5,0 | 1,6 | 0,4 | 14,4 |

#### Play-off
| Anno     | Squadra       | PG | PT | MP   | TC%  | 3P%  | TL% | RP  | AP  | PRP | SP  | PP   |
| -------- | ------------- | -- | -- | ---- | ---- | ---- | --- | --- | --- | --- | --- | ---- |
| 2022     | A.C. Clippers | 2  | 2  | 29,5 | 48,0 | 44,4 | 100 | 3,5 | 4,5 | 0,5 | 0,0 | 17,5 |
| Carriera | Carriera      | 2  | 2  | 29,5 | 48,0 | 44,4 | 100 | 3,5 | 4,5 | 0,5 | 0,0 | 17,5 |